# Der Baron von Münchhausen
Der Baron von Münchhausen (Originaltitel: Les Fabuleuses Aventures du légendaire baron de Münchhausen) ist ein französischer Zeichentrickfilm von Jean Image aus dem Jahr 1979 basierend auf Erzählungen Gottfried August Bürgers. Die Alternativtitel lauten Der tollkühne Lügenbaron – Münchhausen und seine listigen Streiche sowie Die wundersamen Abenteuer des legendären Baron Münchhausen.

## Handlung
Baron Münchhausen, im Schloss seiner Vorfahren lebend, sitzt mit seinen Freunden an seiner Tafel und erzählt wieder einmal einige seiner fabelhaften Geschichten. So hätte er einst einen Schwarm Wildenten mit einer Leine, an der Köder befestigt waren,
gefangen. Dabei sei er jedoch vom Schwarm zeitweilig in Lüfte gehoben worden. An einem anderen Tag sei er erfolgreich einem Hasen nachgejagt, der dank seiner acht Pfoten beim Laufen nicht ermüdete.
Als unvermittelt ein Bote des Königs dem Baron eine Nachricht überbringt, er solle dem Pascha von Trukesban ein Geschenk überbringen, reist er sofort ab. Auf seiner Reise findet er fünf neue Freunde, die ihn auf seiner restlichen Reise begleiten: Sausebraus, der schneller als ein Pferd laufen kann, Bizeps, ein Mann mit Riesenkräften, Blasius, der Windmühlen mit seiner Puste betreiben kann, Tele, ein Jäger mit besonders guten Augen, und Horch, der das Gras wachsen hört.
Auf seiner Reise besteht er ein paar kleine Abenteuer, darunter ein weiteres Jagdabenteuer. Er schießt einem Hirsch an Stelle von Schrot Kirschkerne in die Stirn und zugleich wächst diesem ein Kirschbaum aus der Stirn, wodurch der Hirsch beim Laufen behindert wird. Beim Pascha angekommen, überbringt er das Geschenk, ein Ball-Spielzeug.
Zu Ehren des Barons wird eine kleine Feierlichkeit gegeben. Dabei kommt es zu einer Wette. Der Baron behauptet, dass er dem Pascha innerhalb einer Stunde einen höchst köstlichen Wein aus seinem Schloss, einen Tokaya, servieren werde, der besser als der Wein des Paschas sei. Der Pascha verspricht dem Baron, sollte dies klappen, so viel Gold wie ein einzelner Mann tragen könne. Mit der Hilfe von Sausebraus, der geschwind die Flasche heranholt, gewinnt der Baron die Wette. Der Baron geht mit Bizeps in die Schatzkammer des Paschas und dieser trägt eigenhändig in einem großen Sack den Schatz fort. Die Orientalen fühlen sich jedoch betrogen und versuchen den Freunden ohne Erfolg nachzujagen.
Nachdem der Baron den Schatz karitativen Zwecken zugeführt und sich von seinen neuen Freunden getrennt hat, wird er jedoch, noch vor der eigentlichen Heimfahrt, von Orientalen festgenommen und in den Kerker einer Festung geworfen. Als die Festung mittels Kanonen angegriffen wird, kann er sich durch einen Ritt auf einer Kanonenkugel befreien. Er rettet sich auf eine Wolke, wo er sogleich einschläft. Während er schläft, schrumpft die Wolke und er fällt in die Tiefen des Meeres. Dort lernt er eine hübsche Meerjungfrau namens Sirena kennen. Da er aber unter Wasser nicht dauerhaft überleben kann, wird er an die Wasseroberfläche gebracht, wo er auf einem Floß von einem großen Segelschiff gerettet wird. Bald darauf wird das Schiff von einem großen Wal verschluckt. Im Bauch des Wals sind noch andere Schiffe gefangen. Auf einem dieser Schiffe befindet sich Blasius. Der Baron lässt die Schiffe mit Tauen in Reihe verbinden, sodass sie bereit sind, sich gegenseitig abzuschleppen. Er weist Blasius an, in die Segel der Schiffe zu blasen. Aufgrund der Kälte des Windes in seinem Rachen öffnet der Wal, das Maul. Die Schiffe sind befreit.
Die Seeleute des Schiffs, auf dem sich der Baron befindet, feiern freudig ihre Befreiung. Aber das Fest wird durch den Überfall riesiger Geier unterbrochen. Von diesen werden die Seeleute verschleppt. Der Baron wird von den Vögeln vor Gericht gestellt. Wegen der Grausamkeit der Menschen gegenüber den Vögeln wird er als Exempel verurteilt. Er wird in einen Krater geworfen. Dank des ausbrechenden Vulkans kann er auf dem ausgespuckten Geröll erneut in die Lüfte entkommen, wo er vom Ballon fahrenden Blasius gerettet wird. Dieser hat seine Nichte, die hübsche Irena, die starke Ähnlichkeit mit der Meerjungfrau hat, dabei. Über seinem Schloss bringt der Baron den Ballon, mittels seines Degens, zum Platzen. Der Baron fällt und landet auf dem leeren Stuhl, inmitten seiner Tafel, wo seine Freunde, denen er die Geschichte soeben erzählt hat, auf ihn warten. Der Baron, noch ganz in seinen Träumen versunken, gesteht sich selbst ein, dass wohl alles nur in seiner Fantasie geschehen ist.

## Hintergrund
Der Film hatte am 24. Oktober 1979 in Frankreich seine Premiere. Der Film gewann auf dem Internationalen Filmfestival Moskau einen Preis. Für die deutsche Synchronisation sprach Harald Juhnke den Baron. In der DDR wurde der Film unter dem Namen Der tollkühne Lügenbaron – Münchhausen und seine listigen Streiche veröffentlicht. Der Film wurde mehrfach im deutschen Fernsehen gezeigt und in Deutschland zudem unter dem Titel Der Baron von Münchhausen auf VHS veröffentlicht.
1984 erschien eine Fortsetzung mit dem Titel Münchhausens Abenteuer auf dem Mond.

## Kritik
Das Lexikon des internationalen Films urteilte: „Zeichentrickfilm […], der sich in der Art von Trickfilm-Fernsehserien auf eine infantile Action-Dramaturgie verläßt. Der rüde Dialog drückt das Niveau zusätzlich. Einen Gebrauchswert als Fantasie-Anreger für Kinder hat der Film nicht.“

## Synchronisation
| Rolle       | Originalsprecher   | Deutscher Sprecher |
| ----------- | ------------------ | ------------------ |
| Münchhausen | Dominique Paturel  | Harald Juhnke      |
| Der Pascha  | Michel Elias       | Walter Gross       |
| –           | Georges Atlas      | –                  |
| –           | René Bériard       | –                  |
| Tele        | Maurice Chevit     | –                  |
| –           | Maurice Ducasse    | –                  |
| Horch       | Christian Duvaleix | Wilfried Herbst    |
| –           | Jacques Ferrière   | –                  |
| Wesir       | Olivier Hussenot   | Klaus Miedel       |
| Irena       | Francine Laéné     | –                  |
| –           | Georges Lhorca     | –                  |
| Sausebraus  | Michel Modo        | Dieter Kursawe     |
| Bizeps      | Jacques Marin      | Edgar Ott          |
| –           | Serge Nadaud       | –                  |
| Blasius     | Alexandre Rignault | Gerd Holtenau      |
| –           | Robert Rollis      | –                  |